# Mikoyan-Gurevich MiG-5
Il Mikoyan Gurevich MiG-5 (in russo Микояна и Гуревича МиГ-5?, Mikojana i Gureviča MiG-5) era la designazione ufficiale destinata ad un aereo monoplano e bimotore progettato nel 1940 in Unione Sovietica dall'OKB 155 diretto congiuntamente da Artëm Ivanovič Mikojan e Michail Iosifovič Gurevič.
L'aereo era destinato a coprire principalmente il ruolo di caccia di scorta, come testimoniato dalla denominazione DIS-200 (in cirillico «ДИС-200)», assegnata dall'autorità statale, il cui significato era «caccia di scorta bimotore». All’interno dell’OKB il modello era denominato "Aereo T" mentre nell’impianto industriale numero 1 destinato alla sua produzione era conosciuto come «Prodotto 61».
Condizionato dalle prestazioni poco brillanti del primo prototipo e dalla decisione di avviare il trasferimento degli impianti produttivi a seguito dell'invasione tedesca dell'Unione Sovietica, lo sviluppo del progetto fu abbandonato prima che potesse giungere alla fase produttiva.

## Storia del progetto
Alla ricerca di un velivolo da destinare al ruolo di caccia di scorta per i nuovi bombardieri Petlyakov Pe-8, il Commissariato del popolo per l'industria aeronautica  il 7 ottobre del 1940 diede incarico all'OKB MiG di realizzare il progetto del DIS-200; i relativi disegni ed un modello avrebbero dovuto essere presentati il 12 novembre successivo.
Il progetto sarebbe stato in competizione con quelli degli analoghi Tairov Ta-3, Polikarpov TIS e Grushin Gr-1; l'aereo avrebbe dovuto possedere capacità secondarie di operare come bombardiere, silurante e ricognitore.
Il giorno 25 novembre il progetto del DIS-200 fu accettato dal governo sovietico e incluso nel piano di sviluppo degli aerei sperimentali per l'anno successivo; seguì l'ordine per la realizzazione di tre prototipi da equipaggiare con motori Mikulin AM-37 (dei V12 raffreddati a liquido all'epoca in corso di sviluppo), che avrebbero dovuto essere pronti per le prove di accettazione rispettivamente il 1º agosto, il 1º settembre ed il 1º novembre del 1941.
Il primo volo del DIS-200 ebbe luogo nella primavera del 1941 (secondo alcuni il 19 maggio, altri riportano l'11 giugno) e nel mese di luglio il primo prototipo iniziò le prove in fabbrica. I primi esiti furono deludenti poiché, dotato di eliche tripala, l'aereo risultò più lento di oltre 100 km/h rispetto ai 660 km/h previsti nei calcoli progettuali. La sostituzione delle eliche con altre di tipo quadripala e la rivisitazione della disposizione delle condotte di alimentazione e scarico dei motori comportò miglioramenti solo parziali della prestazione velocistica, che si attestò a 610 km/h.
Già il mese precedente, però, lo NKAP aveva ordinato l'interruzione dello sviluppo del motore AM-37, il cui posto nelle linee di montaggio fu assegnato all'M-82; a tutti gli uffici di progettazione fu quindi data disposizione di prevedere l'utilizzo di questo nuovo propulsore nei propri piani di lavoro.
L'OKB 155 si attivò quindi per adattare il secondo prototipo all'impiego del motore radiale M-82 raffreddato ad aria; ulteriori modifiche riguardarono l'introduzione di un aerofreno nel cono di coda della fusoliera e di un diverso armamento. Per questo secondo prototipo, che in seno all'OKB fu identificato come "Tipo IT", l'inizio delle prove fu programmato per il 25 di settembre del 1941.
L'invasione del territorio sovietico da parte delle truppe tedesche nel giugno del 1941 influì pesantemente sullo sviluppo del DIS-200 poiché l'avvicinarsi della linea del fronte alla città di Mosca, nel mese di ottobre del 1941, fece scattare la decisione di evacuare la fabbrica di produzione nella città di Kazan' mentre l'OKB di Mikojan e Gurevič fu trasferito a Kujbyšev. Secondo alcuni, il primo del DIS-200 risultò anche danneggiato nel corso delle operazioni di evacuazione.
Sulle sorti del secondo prototipo ("IT"), le fonti espongono indicazioni estremamente divergenti: secondo alcuni il suo primo volo ebbe luogo il 28 gennaio del 1943 e, anche in questo caso, con risultati non corrispondenti alle aspettative, mentre altri riportano che il velivolo non sia mai stato portato in volo; malgrado siano pubblicate foto del modello, una delle fonti riferisce la possibilità che l'aereo non sia mai stato nemmeno completato.
L'esito delle prove condusse in ogni caso alla decisione di posporre l'inizio della produzione in serie del velivolo che, di contro, doveva essere sottoposto a una revisione progettuale destinata a migliorarne le prestazioni originarie; nel maggio del 1943 una nuova disposizione dello NKAP pose fine al progetto del DIS-200 che fu abbandonato analogamente a quelli dei modelli concorrenti: nessuno degli aerei era risultato particolarmente interessante e si preferì adattare al ruolo l'esistente Petlyakov Pe-3 piuttosto che dedicare ulteriori risorse a progetti che avrebbero richiesto tempi più lunghi per il loro avvio alla fase di produzione.

## Tecnica

### Cellula
Il DIS-200 era un aereo bimotore, monoplano ad ala bassa realizzato con struttura mista in legno e metallo, progettato con particolare attenzione al fine di rendere più agevole il processo di assemblaggio per la produzione in serie di massa.
La fusoliera era realizzata in tre diverse sezioni: la parte frontale era in duralluminio, quella centrale era una monoscocca in legno con rivestimento impiallacciato, mentre la sezione posteriore era in tubi d'acciaio con rivestimento in pannelli di duralluminio. La sezione anteriore, imbullonata sia al longherone anteriore dell'ala che al primo elemento del telaio della sezione centrale dell'ala, era basata su tre robuste travi che, insieme alle loro traverse, formavano il pavimento della cabina di pilotaggio e supportavano anche il carico offensivo.
La fusoliera alloggiava anche due serbatoi autostagnanti che, unitamente ad altri quattro disposti all'interno dello spessore alare, contenevano complessivamente un totale di 2709 L di carburante.
Grande attenzione venne data alla visuale del pilota: l'estremità del cono di prua della fusoliera era completamente vetrata così come la cabina di pilotaggio aveva cupolino completamente privo di strutture di sostegno; questo si apriva scorrendo verso il posteriore e poteva essere sganciato in volo in condizioni d'emergenza.
Le ali avevano struttura a doppio longherone e dal punto di vista strutturale la parte centrale era metallica mentre la sezione esterna lignea; questa seconda sezione dell'ala presentava inoltre angolo di diedro positivo pari a 7,5°. I flap erano ricoperti in tela e gli ipersostentatori erano in legno impiallacciato. Sul bordo d'entrata delle semiali erano presenti slat che ne ricoprivano due terzi dell'apertura complessiva. L'impennaggio era monoplano con doppio piano verticale; la struttura era realizzata in legno impiallacciato mentre le superfici di controllo erano metalliche e ricoperte in tela.
Il carrello d'atterraggio era di tipo classico, retrattile: le gambe anteriori si ritraevano all'indietro, alloggiando nella parte posteriore delle gondole dei motori mentre il ruotino posteriore si ritraeva all'interno del cono della fusoliera.

### Motori
Il DIS-200 era equipaggiato con due motori V12 Mikulin AM-37 raffreddati a liquido e dotati di compressore, accreditati della potenza di 1 450 CV (1 066 kW); il radiatore era installato nella parte posteriore della gondola e veniva raffreddato tramite prese d'aria disposte su entrambi i lati.
Alcune delle fonti reperite indicano che l'iniziale intendimento dei progettisti era di utilizzare i motori Diesel Čaromskij AČ-30 al fine di garantire all'aereo la maggiore autonomia possibile, ma i ritardi nello sviluppo dell'unità motrice portarono al loro accantonamento.
In ogni caso anche lo sviluppo dell'AM-37, già sospeso nella primavera del 1941, fu definitivamente abbandonato dopo l'evacuazione delle industrie meccaniche avvenuto l'autunno successivo; il secondo prototipo del DIS-200 fu quindi equipaggiato con il motore radiale Shvetsov ASh-82, radiale a quattordici cilindri (su doppia stella) in grado di sviluppare 1 700 CV (1 250 kW) di potenza.

### Armamento
Per quanto non sia chiaro se i due prototipi di quello che avrebbe dovuto essere il MiG-5 abbiano mai volato dotati di qualche tipo di armamento, i rispettivi disegni e dati progettuali riportano le dotazioni rispettivamente previste: il primo esemplare avrebbe dovuto montare un cannone Volkov-Yartsev VYa-23 in un pod amovibile, disposto nella parte inferiore del muso e sei mitragliatrici (due Berezin UBS calibro 12,7 mm e quattro ShKAS calibro 7,62 mm) disposte nelle ali (sulla posizione esatta le fonti non concordano, tanto che è possibile leggere che fossero piazzate nella sezione centrale oppure alle radici).
Sul secondo prototipo i dati reperiti presentano ancora una volta elementi differenti: da un lato viene indicato che il progetto prevedesse un singolo cannone VYa-23 ma che da alcune foto risulti la presenza di due cannoni MP-6 nelle radici delle ali; dall'altro si riporta la presenza di due cannoni VYa-23 in un pod sotto il muso dell'aereo e di quattro mitragliatrici Berezin nella sezione centrale delle ali.

## Varianti
- DIS-200 (Т): primo prototipo, dotato di motori dodici cilindri a V raffreddati a liquido Mikulin AM-37;
- DIS-200 (IT): secondo prototipo, equipaggiato con motori radiali a quattordici cilindri Shvetsov ASh-82.

### Annotazioni
1. ↑  La denominazione del "costruttore" risulta scritta in modo diverso da quella del "progettista" poiché nel secondo caso la traslitterazione del cognome è effettuata secondo il sistema della traslitterazione scientifica, impiegato come standard convenzionale nelle pagine di Wikipedia in lingua italiana.
2. ↑  In cirillico «Двухмоторный Истребитель Сопровождения», traslitterato «Dvuchmotornyj Istrebitel’ Soprovoždenija».
3. ↑  In russo «Государственный Авиационный Завод» (ГАЗ), traslitterato in «Gosudarstvennyj Aviacionnyj Zavod» («GAZ»).
4. ↑  Dal russo «Изделие 61» (traslitterato «Izdelie 61»), in sigla «И-61» («I-61»).
5. ↑  Dal russo «Народный Комиссариат Авиационной Промышленности» («НКАП») traslitterato «Narodnyj Komissariat Aviacionnoj Promyšlennosti» («NKAP»)
6. ↑  Il cannone MP-6 fu un progetto di Âkov Grigor’evič Taubin, mai giunto alla produzione in serie anche a seguito della morte del suo progettista, giustiziato nell'ottobre del 1941 per tradimento.

### Fonti
1. ↑  Уголок неба.
2. 1 2 3 4 5 6 7 8 9 10 11  Gordon e Dexter, 2003, p. 107.
3. 1 2 3 4 5 6 7 8 9 10 11 12 13  Gordon e Dexter, 2003, p. 109.
4. 1 2  Gunston e Gordon, 1998, p. 26.
5. 1 2 3  Butowski e Miller, 1991, p. 44.
6. 1 2 3  Gunston e Gordon, 1998, p. 29.
7. ↑  Butowski e Miller, 1991, p. 46.
8. 1 2  Gunston e Gordon, 1998, p. 28.
9. 1 2  Gunston e Gordon, 1998, p. 27.